# Turkse presidentsverkiezingen 2014

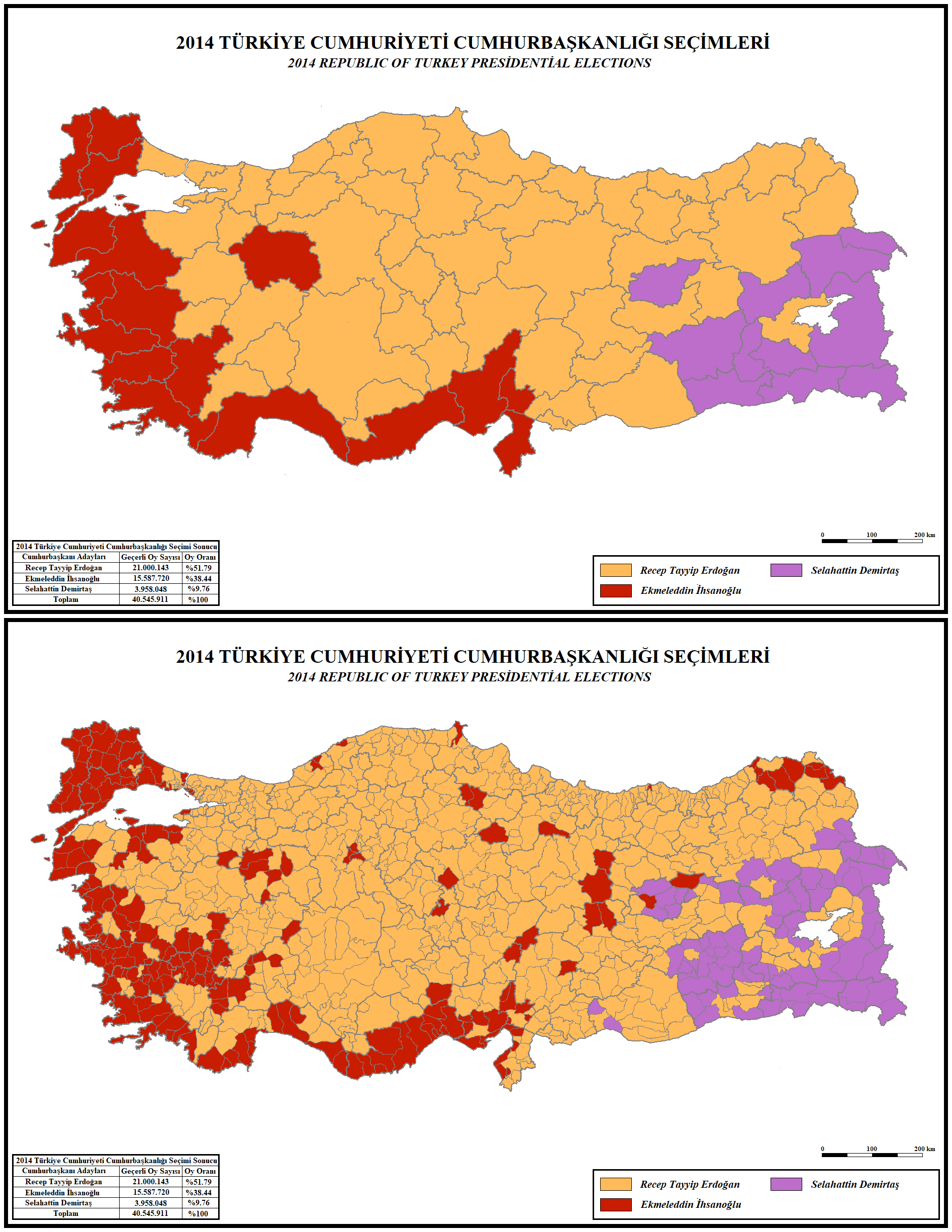

Presidentsverkiezingen werden op 10 augustus 2014 gehouden in Turkije om de 12e president van Turkije te kiezen. Het resultaat was een overwinning voor de zittende premier Recep Tayyip Erdoğan.
De verkiezing werd bekritiseerd door zowel de politieke oppositie als internationale waarnemers vanwege beïnvloeding van de media in het voordeel van Recep Tayyip Erdoğan, beschuldigingen van corruptie, de onnauwkeurigheid van opiniepeilingen en het misbruik van officiële publieke middelen voor Erdoğan's campagne.
| Kandidaat                                                                                    | Kandidaat                      | Landelijke stemmen | %     | Overzeese stemmen | %     | Customs stemmen | %     | Totaal aantal stemmen | %     |
| -------------------------------------------------------------------------------------------- | ------------------------------ | ------------------ | ----- | ----------------- | ----- | --------------- | ----- | --------------------- | ----- |
| AKP                                                                                          | Recep Tayyip Erdoğan           | 20.670.826         | 51,65 | 143.873           | 62,30 | 185.444         | 62,73 | 21.000.143            | 51,79 |
| CHP en MHP                                                                                   | Ekmeleddin Mehmet İhsanoğlu    | 15,434,167         | 38,57 | 64.483            | 27,92 | 89.070          | 30,13 | 15.587.720            | 38,44 |
| HDP                                                                                          | Selahattin Demirtaş            | 3,914,359          | 9,78  | 22.582            | 9,78  | 21.107          | 7,14  | 3.958.048             | 9.76  |
| Ongeldige/blanco stemmen                                                                     | Ongeldige/blanco stemmen       | 734.140            | -     | 1.857             | -     | 1.719           | -     | 737.716               | –     |
| Totaal                                                                                       | Totaal                         | 40.019.352         | 100   | 230.938           | 100   | 297.340         | 100   | 41.283.627            | 100   |
| Geregistreerde kiezers/opkomst                                                               | Geregistreerde kiezers/opkomst | 52.894.115         | 77,05 | 2.798.726         | 8,32  | -               | -     | 55.692.841            | 74,13 |
| Bron: YSK nationwide results, YSK overseas results, YSK customs results, YSK overall results |                                |                    |       |                   |       |                 |       |                       |       |

Parlement: 1946 · 1950 · 1954 · 1957 · 1961 · 1965 · 1969 · 1973 · 1977 · 1983 · 1987 · 1991 · 1995 · 1999 · 2002 · 2007 · 2011 · 2015 (jun) · 2015 (nov) · 2018 · 2023

President: 1923 · 1927 · 1931 · 1935 · 1938 · 1939 · 1943 · 1946 · 1950 · 1954 · 1957 · 1961 · 1966 · 1973 · 1982 · 1989 · 1993 · 2000 · 2007 · 2014 · 2018 · 2023

Lokaal: 1930 · 1946 · 1950 · 1955 · 1963 · 1968 · 1973 · 1977 · 1984 · 1989 · 1994 · 1999 · 2004 · 2009 · 2014 · 2019 · 2024

Referendum: 1961 · 1982 · 1987 · 1988 · 2007 · 2010 · 2017